# IHL 1963/64
Die Saison 1963/64 war die 19. reguläre Saison der International Hockey League. Während der regulären Saison bestritten die sieben Teams jeweils 70 Spiele. In den Play-offs setzten sich die Toledo Blades durch und gewannen den ersten Turner Cup in ihrer Vereinsgeschichte.

## Teamänderungen
Folgende Änderungen wurden vor Beginn der Saison vorgenommen:
- Die Minneapolis Millers stellten den Spielbetrieb ein.
- Die Omaha Knights wechselten in die Central Professional Hockey League und ihre IHL-Lizenz wurde an die Toledo Blades abgegeben.
- Die St. Paul Saints stellten den Spielbetrieb ein.
- Die Chatham Maroons aus der Ontario Hockey Association kehrten nach elf Jahren in die Liga zurück.
- Die Des Moines Oak Leafs aus der United States Hockey League wurden als Expansionsteam in die Liga aufgenommen.
- Die Windsor Bulldogs aus der Ontario Hockey Association wurden als Expansionsteam in die Liga aufgenommen.

## Reguläre Saison

### Abschlusstabelle
Abkürzungen: GP = Spiele, W = Siege, L = Niederlagen, T = Unentschieden, OTL = Niederlage nach Overtime, GF = Erzielte Tore, GA = Gegentore, Pts = Punkte
|                      | GP | W  | L  | T | GF  | GA  | Pts |
| -------------------- | -- | -- | -- | - | --- | --- | --- |
| Toledo Blades        | 70 | 41 | 25 | 4 | 278 | 207 | 86  |
| Fort Wayne Komets    | 70 | 41 | 28 | 1 | 322 | 264 | 83  |
| Port Huron Flags     | 70 | 37 | 31 | 2 | 279 | 279 | 76  |
| Windsor Bulldogs     | 70 | 32 | 35 | 3 | 226 | 280 | 67  |
| Des Moines Oak Leafs | 70 | 31 | 35 | 4 | 272 | 266 | 66  |
| Muskegon Zephyrs     | 70 | 31 | 36 | 3 | 298 | 312 | 65  |
| Chatham Maroons      | 70 | 21 | 44 | 5 | 211 | 278 | 47  |

## Turner-Cup-Playoffs
|  | Turner-Cup-Halbfinale | Turner-Cup-Halbfinale | Turner-Cup-Halbfinale |  |  | Turner-Cup-Finale | Turner-Cup-Finale | Turner-Cup-Finale |
|  |                       |                       |                       |  |  |                   |                   |                   |
|  |                       |                       |                       |  |  |                   |                   |                   |
|  | 1                     | Toledo Blades         | 4                     |  |  |                   |                   |                   |
|  | 3                     | Port Huron Flags      | 3                     |  |  |                   |                   |                   |
|  |                       |                       |                       |  |  | 1                 | Toledo Blades     | 4                 |
|  |                       |                       |                       |  |  | 2                 | Fort Wayne Komets | 2                 |
|  | 2                     | Fort Wayne Komets     | 4                     |  |  |                   |                   |                   |
|  | 4                     | Windsor Bulldogs      | 2                     |  |  |                   |                   |                   |
|  |                       |                       |                       |  |  |                   |                   |                   |

## Vergebene Trophäen

### Mannschaftstrophäen
| Auszeichnung                                          | Team          |
| ----------------------------------------------------- | ------------- |
| Turner Cup Gewinner der IHL-Playoffs                  | Toledo Blades |
| Fred A. Huber Trophy Bestes Team der regulären Saison | Toledo Blades |

### Individuelle Trophäen
| Auszeichnung                                                       | Spieler        | Team              |
| ------------------------------------------------------------------ | -------------- | ----------------- |
| James Gatschene Memorial Trophy MVP der regulären Saison           | Len Thornson   | Fort Wayne Komets |
| Leo P. Lamoureux Memorial Trophy Bester Scorer                     | Len Thornson   | Fort Wayne Komets |
| James Norris Memorial Trophy Torhüter mit den wenigsten Gegentoren | Glenn Ramsay   | Omaha Knights     |
| Leading Rookie Award Bester Rookie                                 | Don Westbrooke | Toledo Blades     |